# Ellen y William Craft
Ellen Craft (1826-1891) y William Craft (25 de septiembre de 1824-29 de enero de 1900) fueron fugitivos estadounidenses que nacieron y fueron esclavizados en Macon (Georgia). En diciembre de 1848 huyeron hacia el norte del país viajando en tren y barco hasta Filadelfia. Ellen traspasó los límites de raza, clase, género y la capacidad física al hacerse pasar por un plantador blanco. Su atrevida huida fue ampliamente difundida, por lo que se convirtieron en los esclavos fugitivos más famosos de la época. Los abolicionistas los presentaban en conferencias públicas para ganar apoyo y acabar con la esclavitud.
Al ser fugitivos famosos estuvieron amenazados por cazadores de esclavos de Boston tras la aprobación de la Ley de Esclavos Fugitivos de 1850, por lo que lo que tuvieron que emigrar a Inglaterra. Allí vivieron durante casi dos décadas y tuvieron cinco hijos. Los Crafts dieron una conferencia sobre su fuga desafiando a la Confederación durante la Guerra Civil Americana. En 1860 publicaron el relato, Running a Thousand Miles for Freedom; O, La escapada de William y Ellen Craft de la esclavitud. El libro, uno de los más convincentes de los muchos relatos de esclavos publicados antes de la guerra civil estadounidense, tuvo una gran difusión en Gran Bretaña y Estados Unidos, donde fue publicado en 1999, y se encuentra disponible en línea en Project Gutenberg y la Universidad de Virginia.Tras su regreso a los Estados Unidos en 1868, los Crafts abrieron una granja escuela en Georgia para los niños libertos en la que trabajaron hasta 1890. 

## Biografía
Ellen Craft nació en 1826 en Clinton, Georgia, era hija de María, una mujer esclavizada de raza mixta, y de su acaudalado esclavizador, el mayor James Smith. Ellen tenía al menos tres cuartas partes de ascendencia europea. Su piel era muy clara y se parecía a sus hermanastros blancos, que eran los hijos legítimos de su esclavizador. La esposa de Smith dio a Ellen, de 11 años, como regalo de boda a su hija Eliza Cromwell Smith para sacar a la niña de la casa y eliminar la evidencia de la infidelidad de su marido.
Tras su matrimonio con Robert Collins, Eliza Smithse llevó a Ellen a vivir con ella a la ciudad de Macon, donde establecieron su residencia. Ellen creció como sirvienta de Eliza, lo que le proporcionó un acceso privilegiado a la información sobre la zona.
William nació en Macon, donde a la edad de 16 años conoció a la que sería su futura esposa, cuando su primer esclavizador lo vendió para saldar una deuda de juego. Antes de ser vendido, William fue testigo de la venta de su hermana de 14 años y de cada uno de sus padres que fueron separados por ventas a diferentes propietarios. El nuevo maestro de William lo puso como aprendiz de carpintero y le permitió trabajar con honorarios llevándose la mayor parte de sus ganancias.

## Matrimonio y familia
A la edad de 20 años, Ellen se casó con William Craft, de quien su esclavizador Collins obtenía la mitad de los beneficios. Craft pudo ahorrar dinero de su trabajo en la ciudad como carpintero. Con el deseo de evitar la esclavitud, la pareja planeo su fuga durante las navidades de 1848.
La pareja tuvo cinco hijos que nacieron y se criaron durante las casi dos décadas que pasaron en Inglaterra. Los Crafts se trasladaron allí tras la aprobación de la Ley de esclavos fugitivos de 1850, ya que en Boston corrían peligro de ser capturados por los cazarrecompensas. Sus hijos fueron Charles Estlin Phillips (1852-1938), William Ivens (1855-1926), Brougham H. (1857-1920), Ellen A. Craft (1863-1917) y Alfred G. (1871-1939), todos nacidos en Inglaterra. Tras la Guerra de Secesión, los Crafts regresaron a los Estados Unidos acompañados por tres de sus hijos.

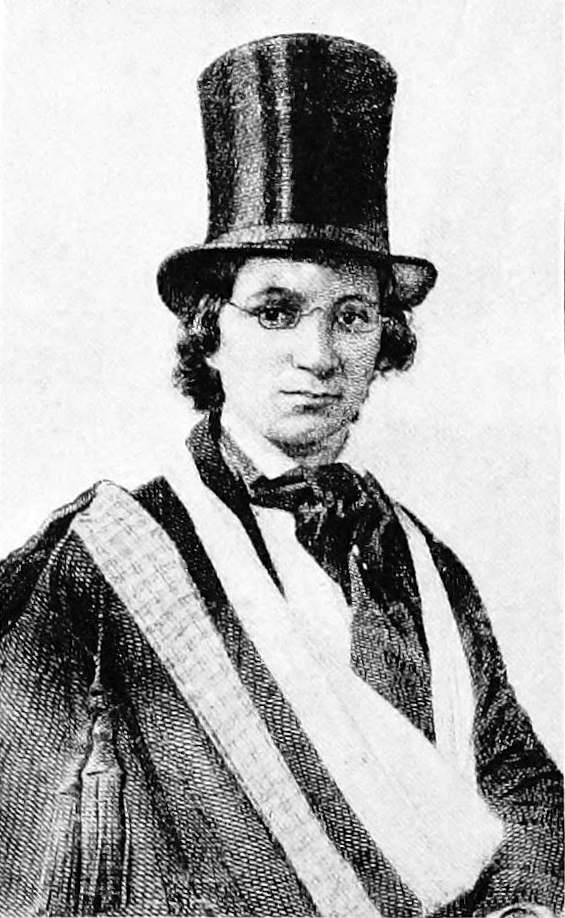
Ellen Craft vestida de hombre para escapar de la esclavitud.

## Fuga
Ellen tenía previsto aprovechar su apariencia para hacerse pasar como blanca mientras la pareja viajaba en tren y barco hacia el norte. De modo que se vistió de hombre ya que en aquella época no era costumbre que una mujer blanca viajara sola, y mucho menos con una persona esclavizada. También fingió una enfermedad para limitar las conversaciones, ya que al estar esclavizada se le había impedido aprender a leer y escribir bajo pena de muerte. William debía actuar como sirviente personal, pues entonces las personas esclavizadas acompañaban con frecuencia a sus esclavizadores durante sus viajes, por lo que era de esperar que no fueran interrogados. Para su sorpresa fueron detenidos, aunque solo por poco tiempo, cuando un oficial les exigió pruebas de que William era realmente propiedad de Ellen. Finalmente, gracias a la simpatía de los pasajeros y del conductor, les dejaron subir al tren. Su fuga es conocida como la más ingeniosa en la historia de los esclavos fugitivos, incluso por encima de la de "Henry Box Brown".
Durante la huida, viajaron en trenes de primera clase, se alojaron en los mejores hoteles y una noche Ellen cenó con el capitán de un barco de vapor. Además se cortó el pelo y compró ropa adecuada para hacerse pasar por un hombre joven vestido con chaqueta y pantalón. William utilizó las ganancias obtenidas como ebanista para comprar la ropa. También le arreglaba el cabello para darle apariencia varonil y practicaba con ella los gestos y el comportamiento adecuado. Ellen llevaba el brazo derecho en cabestrillo para ocultar el hecho de que no sabía escribir. Viajaron a la cercana Macon para coger un tren que les llevaría a Savannah. Aunque corrieron varios riegos en el camino, consiguieron pasar desapercibidos. Así el 21diciembre pudieron embarcarse en un vapor con destino a Filadelfia, en el estado libre de Pensilvania, a donde llegaron el día de Navidad.
Aunque la novedad de su escapada fue huir en pareja, sería la valentía y el genio de Ellen lo que garantizó el éxito de la fuga. Los historiadores han mostrado a otras mujeres esclavizadas que se hicieron pasar por hombres para escapar, como Clarissa Davis, de Virginia, que vestida de hombre, huyó en un barco a Nueva Inglaterra para conseguir la libertad; Mary Millburn, quien también navegó como hombre, y Maria Weems del Distrito de Columbia, que con quince años se vistió de hombre y escapó.
Poco después de la llegada de los Crafts al norte, abolicionistas como William Lloyd Garrison y William Wells Brown les alentaron a contar su fuga en conferencias públicas en los círculos abolicionistas de Nueva Inglaterra. La pareja se trasladó a la comunidad negra libre, establecida en el lado norte de Beacon Hill en Boston, donde se casaron en una ceremonia cristiana. Ellen Craft posó con su ropa de fugitiva para una fotografía, que fue ampliamente difundida por los abolicionistas como parte de su campaña contra la esclavitud.
Durante los dos años siguientes los Crafts hicieron numerosas apariciones públicas para contar su escapada y denunciar la esclavitud. Debido a que generalmente la sociedad de entonces desaprobaba que las mujeres hablaran ante audiencias públicas de género mixto, solía ser William quien contaba la historia. Sin embargo, un artículo del 27 de abril de 1849 en el periódico abolicionista The Liberator, informaba de que en Newburyport, Massachusetts Ellen había hablado ante una audiencia cercana a las 900 personas. El público sentía una gran curiosidad por la joven que había demostrado tanta audacia en la fuga. En 1850, el Congreso aprobó la Ley de esclavos fugitivos, que aumentaba las penas por ayudar a los esclavos huidos y exigía a los residentes y las fuerzas del orden de los estados libres que cooperaran para capturar y devolver a las personas anteriormente esclavizadas a sus dueños. La ley proporcionaba una recompensa a los oficiales y simplificaba el proceso por el cual las personas podían ser reconocidas como esclavas, requiriendo poca documentación. A los comisionados designados para escuchar tales casos se les pagaba más si dictaminaban la esclavitud de esa persona.
Un mes después de que la nueva ley entrara en vigor, Collins envió a dos cazarrecompensas a Boston para capturar a los Crafts. Willis H. Hughes y John Knight viajaron al norte desde Macon con la intención de capturar a la pareja. Al llegar a Boston se encontraron con la resistencia de los bostonianos blancos y negros. Los abolicionistas de la ciudad habían formado el Comité de Vigilancia de Boston de carácter birracial para resistirse a la nueva ley de esclavitud. Sus miembros protegieron a los Crafts y los instalaron en varias "casas seguras" (como la Tappan-Philbrick en la cercana ciudad de Brookline) hasta que pudieron salir del país. Finalmente, los dos cazarrecompensas desistieron y regresaron al sur. Collins incluso apeló al presidente de los Estados Unidos, Millard Fillmore, pidiéndole que interviniera para recuperar lo que consideraba su "propiedad". El presidente acordó que los Crafts fueran devueltos a sus esclavizadores en el sur y autorizó el uso de la fuerza militar si fuera necesario para capturarlos.

## Huida al Reino Unido
Ayudados por sus simpatizantes, los Crafts decidieron escapar a Inglaterra. Viajaron por tierra desde Portland (Maine) a Halifax (Nueva Escocia), donde abordaron el Cambria, con destino a Liverpool. La abolicionista Lydia Neal Dennett, organizó sus pasajes en el primer barco de vapor que zarpaba hacía Inglaterra. Como William relató más tarde en sus memorias "No fue hasta que desembarcamos en Liverpool que nos liberamos de todo miedo servil". En Inglaterra contaron con la ayuda de un grupo de destacados abolicionistas, entre los que se encontraba Wilson Armistead, con quien residieron en Leeds cuando se realizó el censo en 1851 y que registró a sus invitados como "esclavos fugitivos", y Harriet Martineau, quien organizó su escolarización intensiva en la escuela de Ockham (Surrey).
En 1852, cuando ya sabía leer y escribir, Ellen Craft publicó un texto que fue ampliamente difundido en la prensa abolicionista, tanto en el Reino Unido como en los EE. UU., en respuesta a la prensa favorable a la esclavitud que había sugerido que los Crafts lamentaban su huida a Inglaterra. En él decía: 
Escribo estas pocas líneas simplemente para decir que la afirmación es completamente infundada, pues nunca he tenido la menor inclinación de volver a ser esclava; y Dios no quiera que yo sea tan traidora con la libertad como para preferir la esclavitud en su lugar. De hecho, desde que escapé de la esclavitud, he mejorado en todos los aspectos mucho más de lo que podría haber imaginado. Y, si no hubiera sido así, mis sentimientos hubieran sido los mismos, pues preferiría morirme de hambre en Inglaterra, siendo una mujer libre, que ser esclava del mejor hombre que haya pisado el continente americano. 
Defensora de la lucha contra la esclavitud, diciembre de 1852

Los Crafts pasaron 19 años en Inglaterra y tuvieron cinco hijos. Ellen participó en organizaciones reformistas como el Comité de Emancipación de Londres, la Organización del Sufragio de la Mujer y la Sociedad de Liberados Británicos y Extranjeros. Obtuvieron honorarios por impartir conferencias sobre su huida y la esclavitud en los Estados Unidos. William Craft volvió a montar un negocio, pero seguían con problemas económicos. Durante la mayor parte de su estancia en Inglaterra, la familia Craft vivió en Hammersmith. Ellen convirtió su casa en un centro de activismo negro: invitó a otros abolicionistas negros a quedarse (incluida Sarah Parker Remond) y apoyó a otros abolicionistas como John Sella Martin.
Según un testigo, «su sofisticado entendimiento del poder de la improvisación política» era agudo, y un ejemplo de ello se puso de manifiesto durante una cena que tuvo con el ex gobernador de Jamaica Edward J. Eyre (quien recientemente había reprimido la rebelión de Morant Bay), junto a quien estaba sentada. Desconociendo sus antecedentes, discutió con él la situación en Jamaica y cuando otros comensales le señalaron con quién estaba sentada, criticó sutilmente su decisión de ejecutar al político jamaicano George William Gordon por su supuesta participación en la rebelión: ¿No cree usted mismo, señor, que el pobre Gordon fue ejecutado injustamente? En otro encuentro con el abogado estadounidense Charles F. Brown (también conocido como Artemius Ward), quien era famoso por sus descripciones racistas de los afroamericanos. Craft, «mirándolo directamente a los ojos», lo desafió y le dijo que nunca más debería escribir nada que haga creer a la gente que está en contra de los negros.
Tras el final de la guerra civil estadounidense, Ellen localizó a su madre María en Georgia y pagó su pasaje a Inglaterra, donde se reunió con ella.

## Regreso a los Estados Unidos
En 1868, tras la Guerra de Secesión y la aprobación de enmiendas constitucionales que otorgaban la emancipación, ciudadanía y derechos a los libertos, los Crafts regresaron con tres de sus hijos a los Estados Unidos. A su llegada recaudaron fondos de simpatizantes y en 1870 compraron 1.800 acres de tierra en Georgia cerca de Savannah en el condado de Bryan. Allí fundaron tres años después la Woodville Co-operative Farm School para la educación y el empleo de libertos. En 1876, William Craft fue acusado de malversación de fondos y perdió un caso de difamación en 1878 en el que trató de limpiar su nombre. La escuela cerró poco después. Aunque los Crafts intentaron mantener la granja en funcionamiento, la caída de los precios del algodón y la violencia posterior a la Reconstrucción contribuyeron a su fracaso. Los blancos discriminaban a los libertos en el trabajo para restablecer la supremacía blanca en la política y la economía. En 1876, los demócratas blancos recuperaron el control de los gobiernos estatales del Sur.
En 1890, los Crafts se trasladaron a Charleston, Carolina del Sur donde vivía su hija Ellen, quien estaba casada con el Dr. William D. Crum, nombrado Recaudador del Puerto de Charleston por el presidente Theodore Roosevelt. La anciana Ellen Craft murió en 1891 y su viudo William el 29 de enero de 1900.

## Mil millas hacía la libertad
El libro ofrece una visión única de la raza, el género y la clase en el siglo XIX. Proporciona ejemplos raciales, travestismo y "actuaciones" de la clase media en una sociedad en la que se pensaba que cada uno de estos límites era distinto y estable. Si bien se publicó originalmente solo con el nombre de William como autor, los estudios del siglo XX y otros más recientes valoran la probable contribución de Ellen, destacando la inclusión de material sobre Sally Miller y otras fugitivas. Las reimpresiones hechas desde la década de 1990 incluyen a ambos como autores.
Su fuga, particularmente los diferentes disfraces, apariencias e identidades con los que Ellen jugó, mostraban la naturaleza entrelazada de raza, género y clase. Ellen tuvo que "actuar" con éxito en los tres ámbitos simultáneamente para que la pareja pasara desapercibida. Dado que solo la voz narrativa de William en el libro cuenta su historia conjunta, la crítica señala que eso sugiere lo difícil que debía ser para una mujer negra encontrar una voz pública, a pesar de que fuera audaz en la acción. Brusky dice que, del mismo modo que usó trucos para evitar la conversación durante su huida, en el libro Ellen se presenta a través del filtro y perspectiva de William.
Los historiadores y los lectores no pueden evaluar cuánto contribuyó Ellen a la narración de su historia, pero el público agradecía conocer a una joven tan audaz. En una ocasión, señala un periódico, hubo una "gran decepción" cuando Ellen Craft estuvo ausente. Dado que pasó un periodo de diez años, en el cual William relataba su huida, pudieron responder a las reacciones del público ante Ellen en persona y escuchar sus acciones. Es probable que el relato publicado refleje su influencia.

## Legado y reconocimientos
- En 1996, Ellen Craft fue incluida en la lista Georgia Women of Achievement.[4]
- Sus vidas, logros e historia se exponen en el Museo Afroamericano Tubman en Macon (Georgia).
- Se les menciona en relación con Lewis and Harriet Hayden House en el Boston Women's Heritage Trail.[22]
- En septiembre de 2018, en el pueblo de Ockham en Surrey, donde encontraron refugio, se descubrió una placa conmemorativa de su fuga en un acto al que asistieron su tataranieto Christopher Clark y otros descendientes.[23]
- Su residencia en Hammersmith, Londres, es conmemorada con una histórica placa azul en la pared de Craft Court, la oficina de la Asociación de Vivienda de Shepherds Bush.[18]
- En abril de 2021, English Heritage anunció que Ellen era una de las seis mujeres homenajeadas con la placa azul del año.[24]

## Otras lecturas
- Murray, Hannah-Rose (2020). Defensores de la libertad: abolicionismo transatlántico afroamericano en las islas británicas, Cambridge: Cambridge University Press .
- Aun así, Guillermo (1872). El Ferrocarril Subterráneo, págs. 60–61, 177–89, 558–59. ISBN 978-0935312898

- Datos: Q3051440
- Multimedia: Ellen and William Craft / Q3051440